# 원전초등학교
원전초등학교는 대한민국 경상북도 영덕군에 있었던 공립 초등학교이다.

## 학교 연혁
- 1934년 4월 10일 원전간이보통학교 개교
- 1942년 5월 29일 원전국민학교 승격
- 일자미상 원전국민학교 기사분교 설립 인가
- 1964년 9월 30일 기사분교장 개교
- 1992년 3월 1일 기사분교장 폐교 및 본교 통폐합
- 1996년 3월 1일 원전초등학교 개칭
- 1999년 9월 1일 폐교 및 지품초등학교 통폐합

## 참고 자료
- 원전초등학교 - 한국교육학술정보원 학교알리미